# Nyikolaj Andrejevics Kamenszkij
Nyikolaj Andrejevics Kamenszkij, oroszul: Николай Андреевич Каменский (Moszkva, 1931. október 17. – Moszkva, 2017. július 21.) világbajnoki ezüstérmes szovjet-orosz síugró.

## Pályafutása
1955–56-ban megnyerte a Négysáncversenyt. Az 1960-as Squaw Valley-i olimpián normál sáncon a negyedik helyen végzett. Az 1962-es zakopanei világbajnokságon nagy sáncon ezüstérmet szerzett. Az 1964-es innsbrucki olimpián normál sáncon 21., nagy sáncon 38. helyezést ért el.

## Sikerei, díjai
- Négysáncverseny
  - győztes: 1955–56
- Világbajnokság – nagy sánc
  - ezüstérmes: 1962, Zakopane